# Nemesszalók, Veszprém
Nemesszalók  este un sat în districtul Pápa, județul Veszprém, Ungaria, având o populație de 962 de locuitori (2011). 

## Demografie
Componența etnică a satului Nemesszalók
     Maghiari (95,38%)
     Romi (3,2%)
     Alții (1,42%)
Componența confesională a satului Nemesszalók
     Romano-catolici (46,15%)
     Luterani (18,92%)
     Reformați (10,91%)
     Fără religie (2,81%)
     Necunoscută (20,37%)
     Alte religii (1,56%)
Conform recensământului din 2011, satul Nemesszalók avea 962 de locuitori. Din punct de vedere etnic, majoritatea locuitorilor (95,38%) erau maghiari, cu o minoritate de romi (3,2%). Nu există o religie majoritară, locuitorii fiind romano-catolici (46,15%), luterani (18,92%), reformați (10,91%) și persoane fără religie (2,81%). Pentru 20,37% din locuitori nu este cunoscută apartenența confesională.